# Thomas Leighton (gouverneur)
Pour les articles homonymes, voir Thomas Leighton.
Sir Thomas Leighton (vers 1530-1610) a été gouverneur de Guernesey de 1570 à 1609.
Il est un des ancêtres de Catherine Middleton, princesse de Galles.

## Biographie
Sir Thomas est anobli en 1579 sous le règne de Élisabeth Ire (reine d'Angleterre). Il était impopulaire en tant que gouverneur. On disait de lui qu'il était « un gouverneur assoiffé de sang ». Il a développé les capacités défensives de Castle Cornet, mais pour ce faire il a imposé de lourdes taxes sur les insulaires. En 1588, il a été envoyé en tant que diplomate à Henri III de France, et a ensuite servi au camp de Tilbury dans les mouvements de défense contre l'Armada espagnole. Il a été député de Worcestershire en 1601. Il est mort à Guernesey.
Thomas Leighton a épousé Elizabeth Knollys (cousine d'Elizabeth I) en 1578. Ils ont eu deux filles, Elizabeth et Anne Leighton qui a épousé Sir John St. John, 1er Baronnet de Lidiard-Tregoze, et un fils, Thomas Leighton Jr (né en 1584), qui a épousé Marie, fille d'Edward la Zouche, 11e Baron Zouche.